# Содар

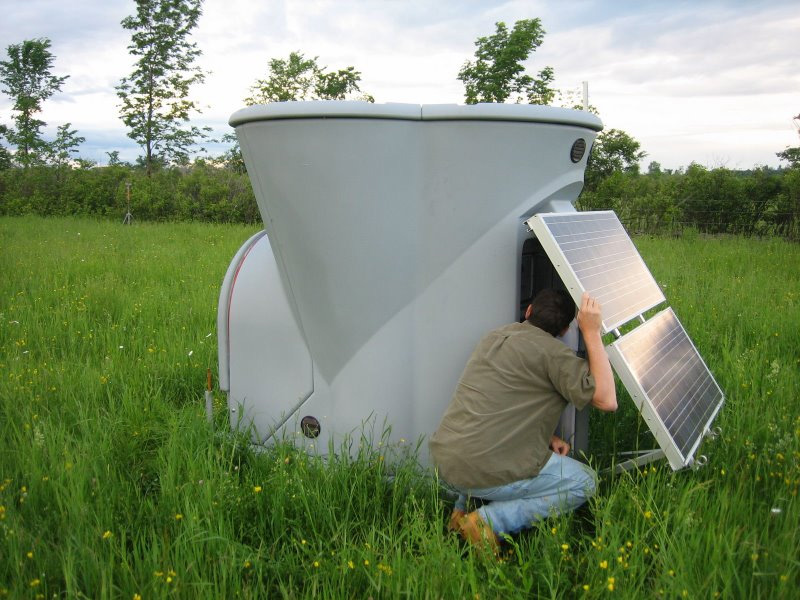
Мобільний содар TRITON виробництва компанії Second Wind

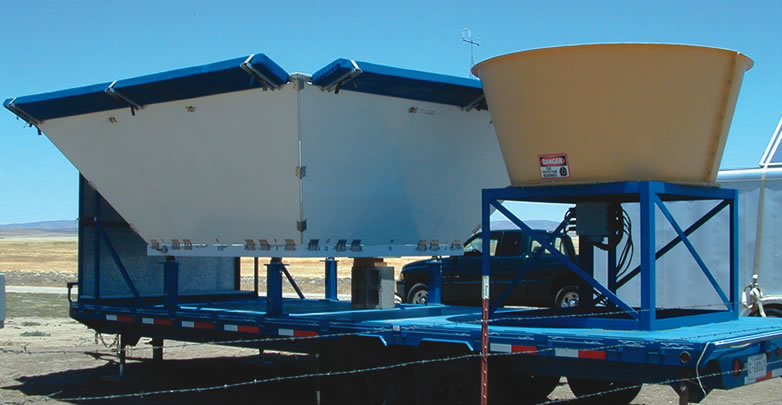
Мобільна содарна система NOAA

Содар (англ. SODAR або sodar — sonic detection and ranging, інколи акустичний радар) — метеорологічний інструмент, один з типів профайлеру вітру, що досліджує швидкість вітру на різних висотах та термодинамічну структуру нижніх шарів атмосфери за допомогою вимірювання розсіювання звукових хвиль на вихрах атмосферної турбулентності. Содарні системи подібні до радарних, за винятком того, що вони використовують звукові хвилі замість радіохвиль.